# Alfa-Tocoferol
El α-tocoferol es un tipo de vitamina E. Tiene el número E "E307". La vitamina E existe en ocho formas diferentes, cuatro tocoferoles y cuatro tocotrienoles. Todos cuentan con un anillo de cromano, con un grupo hidroxilo que puede donar un átomo de hidrógeno para reducir los radicales libres y una cadena lateral hidrófoba que permite la penetración en las membranas biológicas. En comparación con los demás, el α-tocoferol se absorbe y se acumula preferentemente en los seres humanos.
La vitamina E se encuentra en una variedad de tejidos, es liposoluble y el cuerpo la absorbe en una amplia variedad de formas. La forma más prevalente, el α-tocoferol, está involucrado en procesos bioquímicos moleculares, celulares y estrechamente relacionados con la homeostasis general de lipoproteínas y lípidos. Se cree que la investigación en curso es "fundamental para la manipulación de la homeostasis de la vitamina E en una variedad de enfermedades relacionadas con el estrés oxidativo en los seres humanos". Una de estas enfermedades es el papel del α-tocoferol en el uso por parte de los parásitos de la malaria para proteger ellos mismos del ambiente altamente oxidativo en los eritrocitos.

## Estereoisómeros
El α-tocoferol tiene tres estereocentros, por lo que es una molécula quiral. Los ocho estereoisómeros de α-tocoferol difieren en la configuración de estos estereocentros. RRR-α-tocopfrol es el natural. El nombre más antiguo de RRR-α-tocoferol es d-α-tocoferol, pero esta denominación d/l ya no debe usarse, porque sí l-α-tocoferol debe significar enantiómero SSS o diastereoisómero SRR no está claro, por razones históricas. El SRR puede denominarse 2-epi-α-tocoferol, la mezcla diastereomérica de RRR-α-tocopfrol y 2-epi-α-tocoferol puede denominarse 2-ambo-α-tocoferol (anteriormente llamado dl-α-tocoferol). La mezcla de los ocho diastereómeros se llama todo-rac-α-tocoferol
Una UI de tocoferol se define como ⅔ miligramo de RRR-α-tocoferol (anteriormente llamado d-α-tocoferol). 1 UI también se define como 0.9 mg de una mezcla igual de los ocho estereoisómeros, que es una mezcla racémica, acetato de todo-rac-α-tocoferilo. Esta mezcla de estereoisómeros a menudo se denomina acetato de dl-α-tocoferilo. A partir de mayo de 2016, la unidad de UI se vuelve obsoleta, de modo que 1 mg de "Vitamina E" es 1 mg de d-alfa-tocoferol o 2 mg de dl-alfa-tocoferol.